# Odette de Champdivers

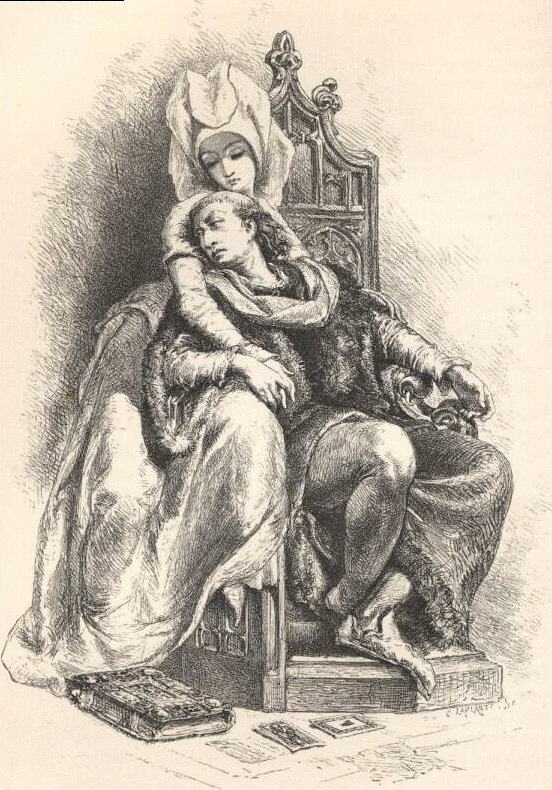
Odette și Carol al VI-lea al Franței

Odette de Champdivers (Oudine sau Odinette; n. cca. 1390 - d. cca. 1425) a fost metresa regelui Carol al VI-lea al Franței (cel Nebun). A fost denumită la petite reine ("mica regină") de Carol și de contemporanii săi.

## Biografie
Se presupune că Odette de Champdivers a fost fiica lui Odin, sau Oudin, seigneur de Champdivers. La începutul anului 1407, la vârsta de 14 ani Odette a devenit metresa regelui Carol al VI-lea al Franței, după decesul fratelui regelui, Ludovic I, Duce de Orléans, care era rivalul ducilor de Burgundia.
Regina Isabeau, victima bătăilor și abuzurilor violentului și schizofrenicului ei soț, i-a permis Odettei s-o înlocuiască fără dificultăți. Isabeau se temea și îl ura pe rege. Potrivit unora, ea însăși a aranjat ca Odette să-i ia locul în patul regelui bolnav mintalș alții spun că ducele Ioan fără Frică a oferit-o pe tânăra Odette regelui  în scopul de a asigura influența partidului burgund. Odette și Carol al VI-lea au avut o fiică, Margareta bastardă a Franței, care s-a născut la sfârșitul anului 1407.

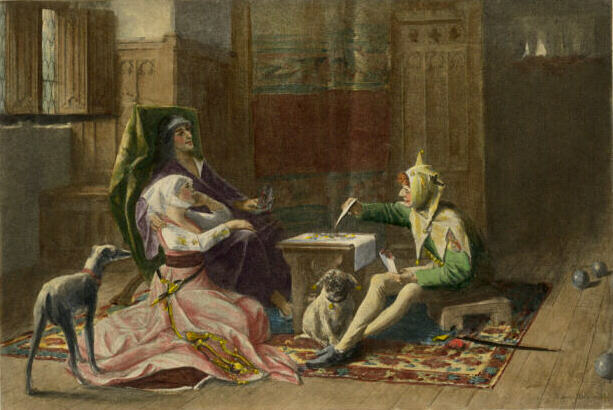
Odette și regele Carol al VI-lea al Franței

Numită la petite reine - "mica regină" - de curtea regelui Carol, Odette a fost descrisă ca o tânără femeie plină de viață, frumoasă și blândă. Se pare că ea l-a iubit și îngrijit pe nefericitul ei suveran cu cea mai mare răbdare și devotament. Ea este creditată cu introducerea cărților de joc în Franța, "pentru amuzamentul [lui Carol al VI-lea] în timpul acceselor sale de nebunie". Potrivit unor autori, Odette purta hainele reginei în patul regal noaptea iar Carol nu observa substituția.
În timpul celor aproape 15 ani de relație, regele a dăruit Odettei cadouri ca recompensă pentru devotamentul ei pentru el. Ea a primit, de asemenea, două conace în Créteil și Bagnolet și moșia Belleville din Poitou.
Odette a fost alături de rege când acesta era pe patul de moarte (21 octombrie 1422); se spune că ultimele cuvinte ale lui Carol al VI-lea au fost: "Odette, Odette". Regina Isabeau n-a a fost prezentă la funerariile soțului ei.
În 1423 Odette s-a refugiat la Saint-Jean-de-Losne. Venitul pe care îl primea din tezaurul regal nu s-a mai plătit; Odette a primit un ajutor financiar de la Ducele Filip al III-lea cel Bun. După decesul regelui, comoara regală a fost luată de englezi, și în consecință, Odette și fiica ei adolescentă au fost condamnate la sărăcie.
Odette de Champdivers dispare din înregistrări după 6 septembrie 1424. Există unele indicii că a murit în mare sărăcie.